# Чур
Чур (цур) — междометие в восточнославянских языках.
По мнению исследователей XIX века, слово восходит к имени славянского бога родового очага, оберегающего границы земельных владений (см. Кабинетная мифология). В. О. Ключевский писал: «Обоготворённый предок чествовался под именем чура, в церковнославянской форме щура; эта форма доселе уцелела в сложном слове пращур… Предание, оставившее следы в языке, придаёт Чуру значение, одинаковое с римским Термом, значение сберегателя родовых полей и границ». Такое же объяснение есть в малом словаре Брокгауза и Ефрона: «Чур, славянск. мифол. божество пограничн. знаков, покровительствовало приобретению и наживе. Символ — чурки и чурбаны, то есть межевые знаки».
Тем не менее, уже ко времени Макса Фасмера накопились значительные сомнения в существовании такого божества. Сам он отвергает связь слова «чурка» и семантики границы с выражением «чур меня!». Как недостоверные этимолог приводит версии происхождения междометия от русского «чёрт», заимствования из греческого или чувашского.
По мнению Д. К. Зеленина и А. Б. Страхова, слово восходит к греч. κύρ (ιος) «господь, господин» и изначально значило «Господи!», «Боже, упаси!»
Н. И. Толстой впервые связал возникновение междометия «чур» с фаллической символикой. Эта гипотеза впоследствии пополнилась новыми данными и является актуальной до сих пор.